# 覆下栽培

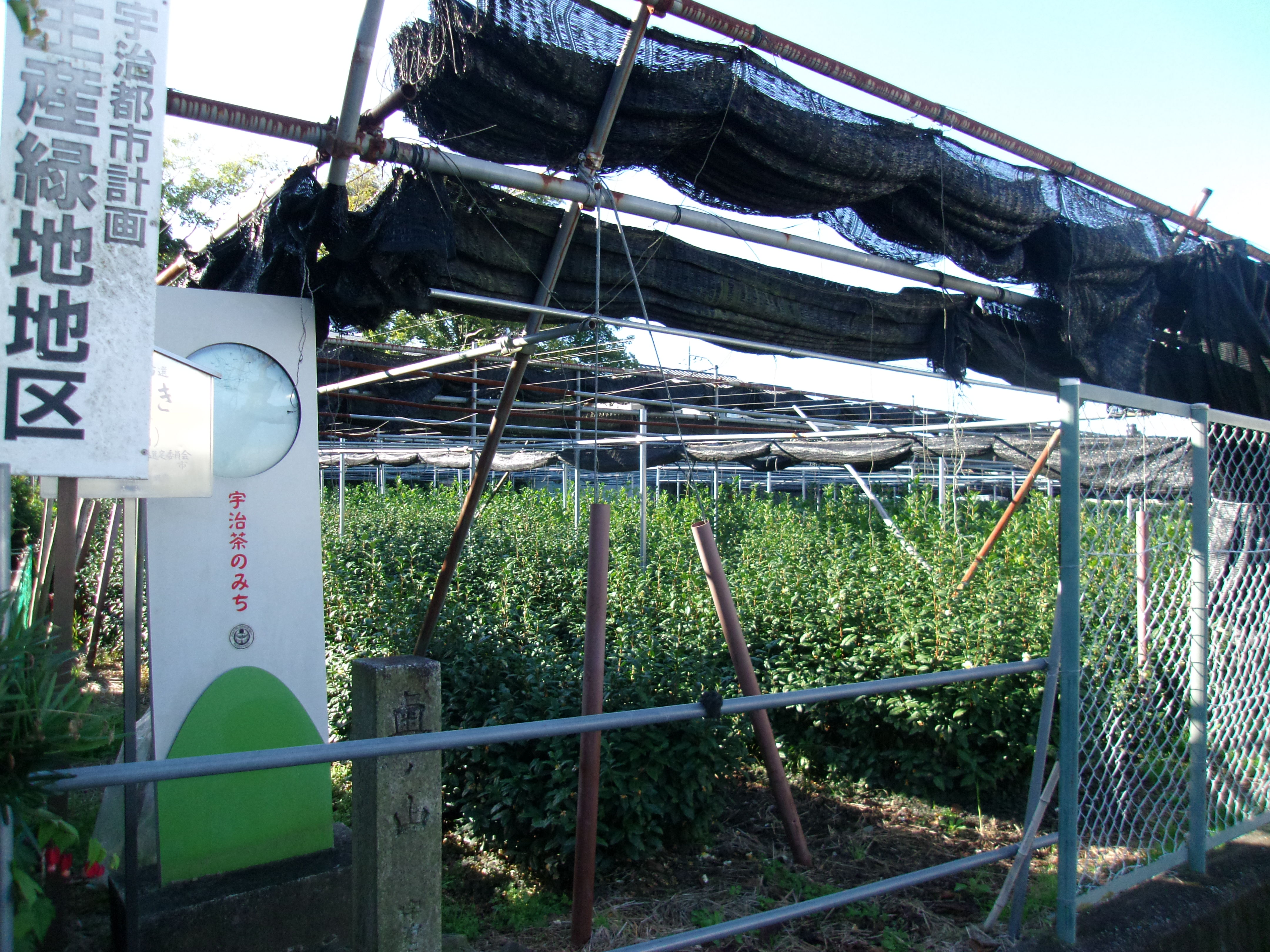
被覆棚が設置された奥ノ山園（京都府宇治市）

覆下栽培（おおいしたさいばい）は、チャの栽培方法。チャの新芽生育期に茶園もしくは茶株に覆いをかけ、一定期間日光を遮る栽培方法で、被覆栽培（ひふくさいばい）とも呼ばれる。遮光によって茶葉のうま味が強まるとともに渋味が抑えられるほか、葉色が濃緑となり、特有の「覆い香」が生じる。室町時代から宇治茶生産で始まったとみられ、玉露や碾茶などの生産に不可欠な日本茶の農業技術である。

## 歴史

### 起源
覆下栽培に関する最古の記録は16世紀後半に遡る。日本で45年間通事として活動していたジョアン・ロドリゲスが1602年に著した『日本教会史』には、1577年に覆下栽培についての記載がある。それによれば、非常に柔らかく繊細なチャの新芽が霜害を受けるのを防ぐために、茶園の上に棚をつくり、葦や藁のむしろで囲んでいたとされている。
しかし、15世紀前半から覆下栽培が行われていたということが、京都府立大学などの研究チームによる調査で明らかにされている。この研究では、足利義満が室町幕府3代将軍の時代に特別な指定を受けた宇治市にある茶園の土壌を分析したところ、覆いに使用される稲藁などに由来する成分が1396年から1440年の間に急増していたことが確認された。
当初は霜害を防ぐ目的であったが、被覆の有無により茶の品質が異なること、良質とされる茶は比較的日照が少ない茶園で栽培されていたことなどから、光を遮って新芽を生育させることが高品質茶をつくり出すことを可能にすることを先人たちが気づいたのである。鎌倉時代に日本へもたらされた当初の抹茶は露天で栽培された茶葉が使用されていたが、覆下栽培の発展により、現在のような品質のものに変わっていった。

### 広がり

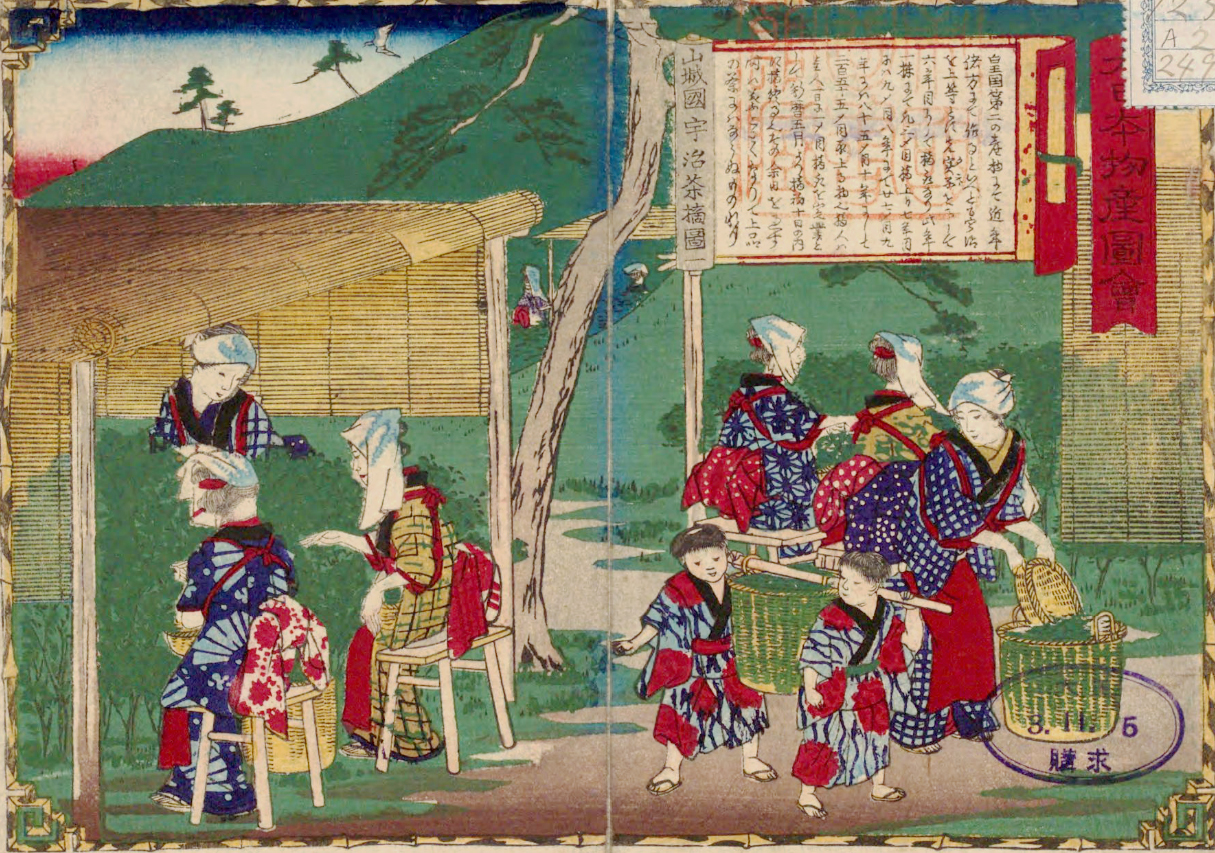
三代歌川広重『大日本物産図会 山城国宇治茶摘図 一』（1877年）
宇治茶の覆下栽培が描かれた錦絵

中世末から近世にかけて宇治茶が隆盛を極めていた時代において、覆下栽培は上流階級の人々とつながりのある一部の宇治茶師達にのみ認められていた。しかし、江戸幕府による茶価の凍結などの縛り付けで宇治茶師たちは斜陽化を余儀なくされたのである。そこに1698年の宇治郷の大火が重なり、覆下園をはじめ製茶場や家屋まで焼失し、壊滅的な被害を受けた。
碾茶需要に応えるのが困難な状況に陥ったため、周辺地域においても覆下栽培が認められるようになった。しかしこれにより、特権によって守られてきた宇治茶師たちをさらに追い込むこととなったのである。
1738年に永谷宗円が青製煎茶製法を開発したことによって煎茶が流行すると、時代が下って1834年、覆下茶を使った煎茶、玉露が誕生した。玉露が誕生して間もないころは、同じ茶園で玉露が作られたり、碾茶が作られたりしていた。これがやがて1920年ごろになり、玉露や碾茶の製造の機械化の普及などによって、茶種ごとの生産の専業化が進んでいったのである。
平成に入り、これまで煎茶栽培を行っていた茶園で覆下栽培を取り入れ、碾茶栽培を始めるケースが増え始めた。碾茶は煎茶よりも生育期間が長いため収穫量が約1.5倍となり、このことが荒茶生産量の上昇をもたらした。

## 方法
新芽の生育中に一定期間遮光を施す。被覆資材や方法は時代によって変化しているが、基本は「簾下十日、藁下十日」である。これは、葭簀（よしず）の覆いで10日間遮光した後、その上に藁を振り広げてさらに10日間遮光するというものである。後半の遮光率は約98％にもなる。
伝統的な被覆資材は葭簀と藁で、これらを用いる方法を本ず被覆あるいは本ず栽培と呼ばれる。しかし、これらの入手が困難であること、棚の上に藁を広げる藁ふりという作業の習得に熟練を要することなどから、昭和50年代に黒色化繊による方法が確立されて以降は急激に減少している。葭簀のかわりにこもを用いる場合もある。
被覆資材として最も普及しているのが、カーボンを練りこんだ黒色化繊である。かつてはビニロンも使用されていたが、ポリエチレンやポリプロピレンの寒冷紗が広く使われるようになっている。
被覆方法は大きく分けて棚掛け被覆と直掛け被覆の2種類がある。
棚掛け被覆は、茶園に棚を設置し、その棚を資材で覆う方法である。玉露や碾茶の栽培の多くはこの方法で行われているほか、かぶせ茶栽培においても見られることがある。棚は鉄パイプで組み上げたものや、鉄骨の支柱に樹脂線を張ったものなどがある。
直掛け被覆は、茶株面に資材を直接覆う方法である。かぶせ茶園において広く行われてきた方法であるが、棚掛けより低コストであることから、アイスクリームなどの加工原料向けの栽培に取り入れられ、栽培面積が大幅に増加している。

## 効果
被覆はもともと防霜が目的であったが、それだけにとどまらず、茶の品質を高めることが知られている。

### 新芽の生育
被覆下での茶芽の生育は露光下とは異なる。芽長の生育は早期に頭打ちとなり、抑制される。また、新葉の展開が抑制される、葉厚が薄くなるなどの影響がみられる。
茶芽の生育は遮光程度によっても異なる。遮光率が高まるほど出開きが進行し、収量が減少する一方で品質は向上する。この傾向は遮光率70%以上で顕著となる。

### 味
被覆茶には特有のうま味があることが古くから知られていたが、1950年に酒戸弥二郎が茶に含まれるうま味成分を発見し、当時のチャの学名Thea sinensis にちなんでテアニンと名付けた。さらに酒戸は「テアニンは茶のうま味の中心である」としたうえで、覆下栽培された茶にはアルギニン、グルタミン酸、アスパラギン酸といったアミノ酸が多く含まれることを示した。
テアニンは根で春先に多く合成される。これが新芽が出始める頃に新芽へと移動し、光を受けて渋味成分であるカテキンへと代謝される。被覆はこの反応を抑制することで、結果としてテアニン含量が増加する。
テアニン含量の増加により茶のうま味が強まるとともに、渋味が抑えられる。これは、テアニンが光によってエチルアミンとグルタミン酸に分解され、このエチルアミンがカテキン生合成の重要な炭素供給源となるため、光が遮られるとカテキン含量が減少するためである。

### 香り
被覆茶には覆い香と呼ばれる特有の香りがあり、「青のり様の香り」と表現される。その主成分はジメチルスルフィド（DMS）である。玉露の官能検査では、香気評点とDMS含量に正の相関があることが報告されている。DMSはメチルメチオニンスルホニウム塩（MMSC）を前駆体として生成され、このMMSCは被覆によって増加することも明らかとなっている。
また、被覆によってカロテン含量が高まり、製茶過程でこれがヨノン系化合物へと分解される。これがスミレのような甘い香りをもたらす。さらに、3-メチルブタナール、ペンタナール、2-メチルプロパナールの含量が高いことも明らかとなっている。

### 色
覆下栽培は茶葉の色にも影響を及ぼす。被覆により光線が制限される環境に適応するため、効率的に光合成を可能にすべく茶葉中の葉緑素（クロロフィル）の含量が高まる。その結果、茶葉は鮮やかで深い緑色を示すことになる。

## 各府県における栽培

### 静岡県
静岡県は煎茶および深蒸し茶の生産が中心で、チャの栽培面積は全国1位であるが、碾茶およびかぶせ茶の生産量は全国3位にとどまっている。その一方で藤枝市岡部町朝比奈地区は玉露の三大産地の一つとして知られている。
これまで県内の栽培面積の約9割は「やぶきた」という栽培品種が占めてきたが、県は「つゆひかり」などへの植え替えを推奨している。静岡県経済産業部 (2014)では、「つゆひかり」は「やぶきた」と比較して、摘採期における新葉の硬化度が低く、全窒素含量が高いことから、高品質な茶を生産できると示唆されている。さらに、「つゆひかり」は無被覆区と、無被覆より2日遅く摘採した被覆区との間で、収量に有意差がないことも報告されている。

### 鹿児島県
2024年に荒茶生産量が静岡県を抜いて初めて全国一となった鹿児島県であるが、その背景として緑茶飲料需要のほかに海外での抹茶ブームが挙げられている。碾茶生産量は2020年から京都府を抜いて全国1位となっている。輸出を念頭に有機栽培への転換が進んでおり、2023年度時点で県内の茶園の約8%が有機JAS認証を受けている。

### 京都府

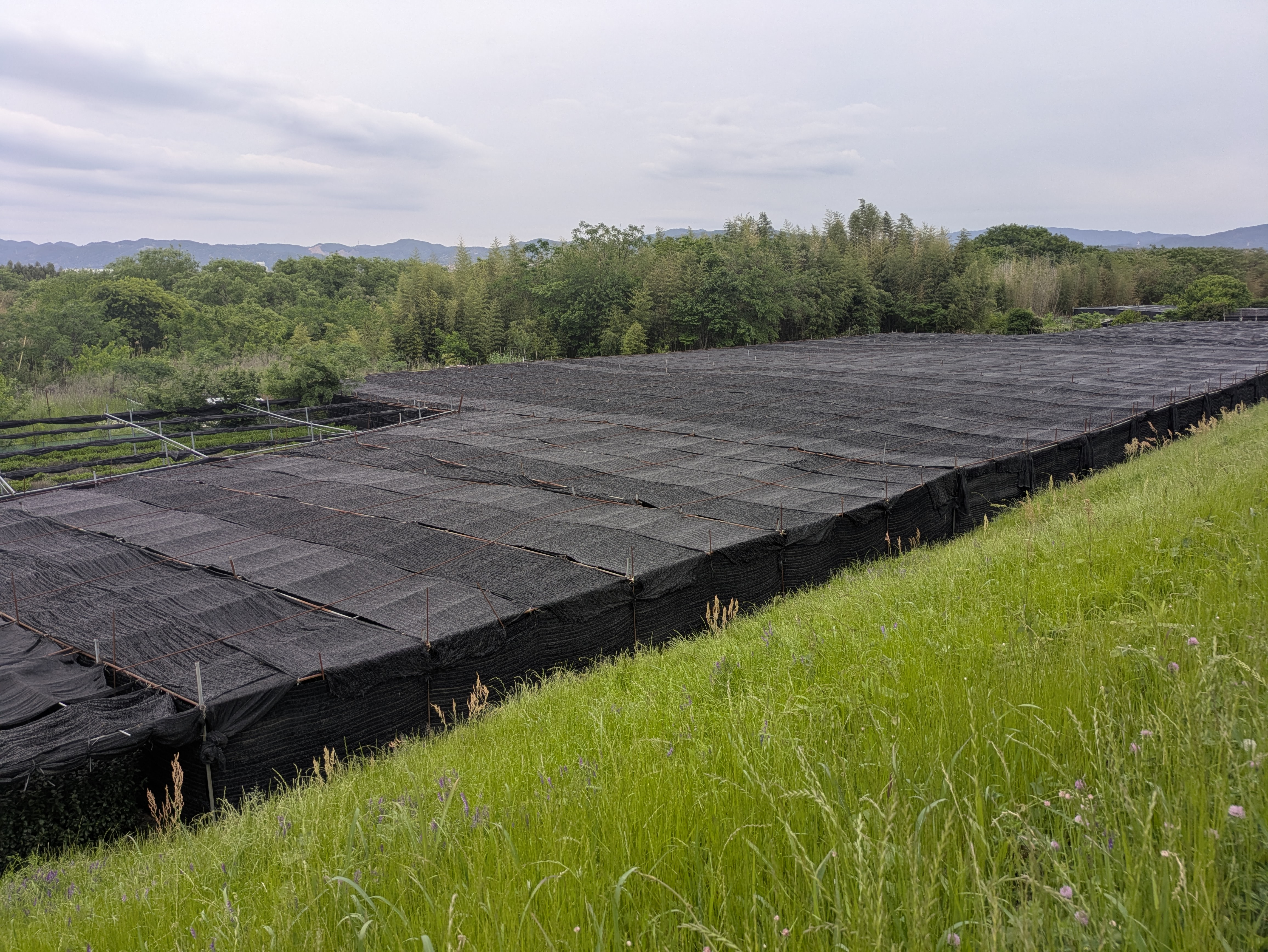
覆いが掛けられた上津屋の覆下茶園（八幡市上津屋）

京都府の荒茶生産量は全国のうち約3%であるが、碾茶および玉露の生産量は全国2位となっている。
京都府は2018年から「プレミアム宇治茶」認証制度を導入し、一定水準以上の高品質な宇治茶をプレミアム宇治茶として認証している。このうち、京都府内産で棚被覆で栽培された玉露は「プレミアム玉露」、さらに手摘みのものは「プレミアム手摘み玉露」となる。「プレミアム玉露」は銀色、「プレミアム手摘み玉露」は金色の認証マークをつけて販売される。また、高品質な宇治茶の安定生産を図るため、「やぶきた」から宇治種への改植や被覆棚の整備などに対する支援を行っている。

### 三重県
三重県は栽培面積、荒茶生産量ともに静岡県、鹿児島県に次いで全国3位であり、かぶせ茶の生産量は全国1位で全国の約64%を占める。かぶせ茶のほかに煎茶や深蒸し茶が中心であるが、碾茶や玉露も生産されている。
北勢地域で盛んなかぶせ茶栽培であるが、その始まりは1951年である。当初は棚被覆が主流であったが、簡便さやコスト面から次第に直掛け被覆が急速に広まった。冷涼な気候であった北勢地域では、摘採期が遅く市場価格が低いという課題があったが、かぶせ茶として生産することで付加価値を高めていった。1975年頃にはかぶせ茶の生産量が1000 t近くまで増加し、全国1位の産地となった。

### 福岡県

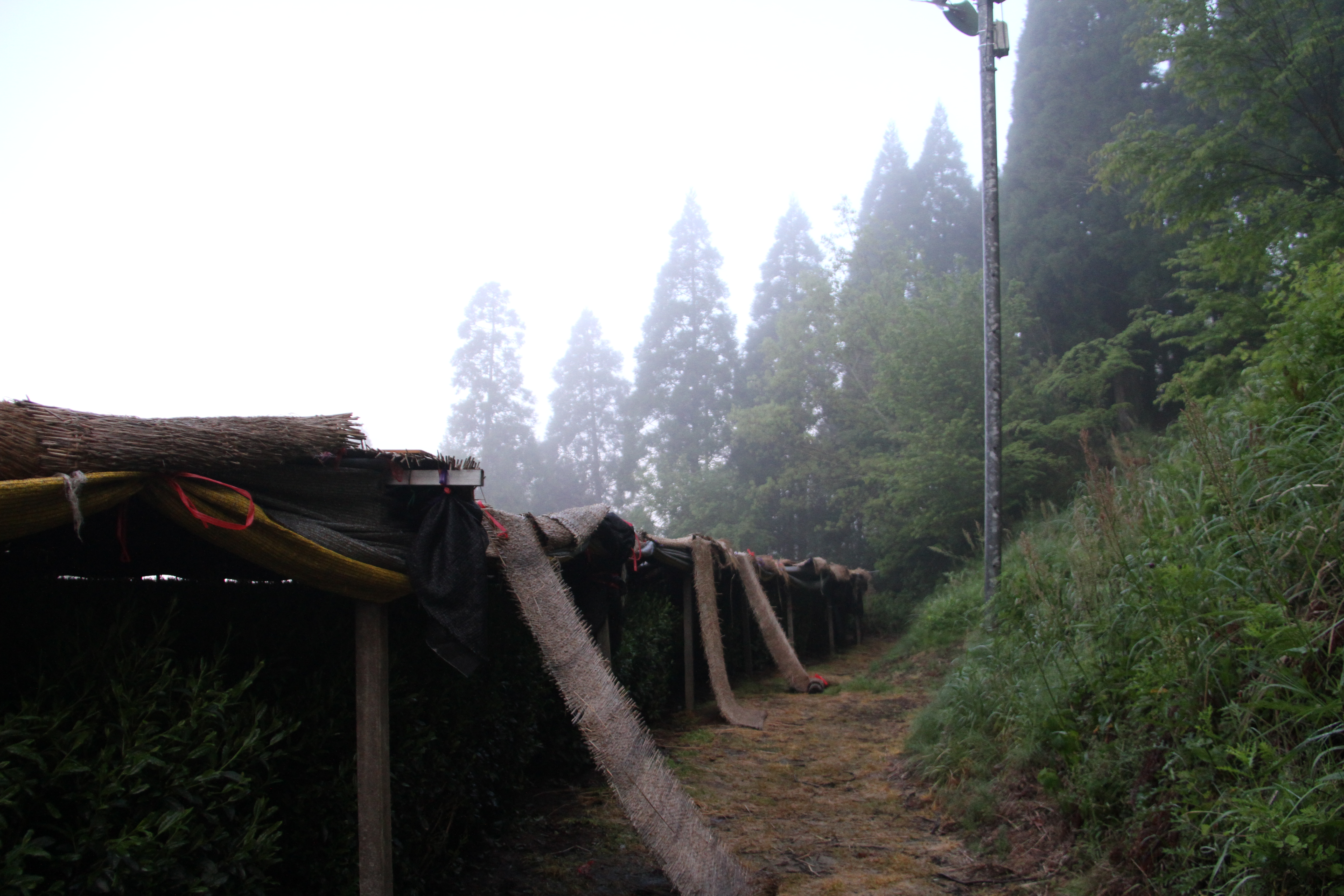
八女伝統本玉露の茶園（八女市）

福岡県で生産される茶は八女茶として知られ、なかでも玉露は、2015年に「八女伝統本玉露」として地理的表示（GI）保護制度に茶として初めて登録された。玉露の生産は明治時代に始まり、山間部を中心に行われていたとされている。しかし2023年現在では、伝統的な栽培方法を守り抜いているのは八女市内にある約2000軒の茶農家のうち100軒に満たない。八女伝統本玉露の特徴としては、自然のままに枝葉を伸ばす「自然仕立て」としていること、化学繊維ではなく稲わらなどの天然素材を用いて被覆していることが挙げられる。さらに、摘採は手摘みによって行われる。

### 愛知県

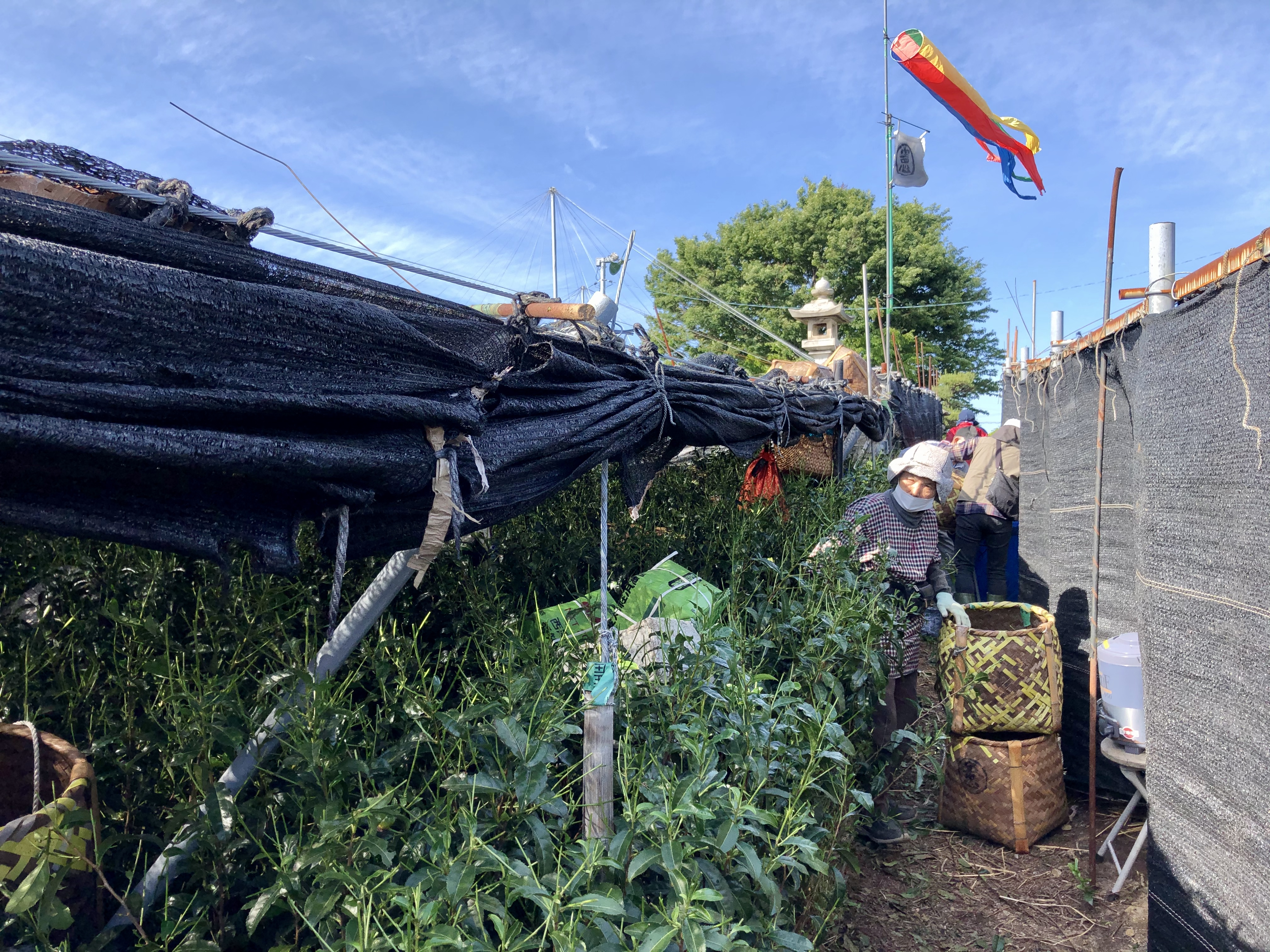
西尾茶の茶園（西尾市）

2019年の愛知県における荒茶生産量のうちおよそ72%を碾茶が占めている。愛知県では棚掛け被覆や手摘みが多く行われており、高品質な碾茶生産が可能となっている。碾茶生産量は、2017年までは京都府に次いで全国2位であったが、世界的な抹茶需要の高まりに伴い、他県で碾茶生産への転換が進んだことで順位が低下している。
西尾市を中心とした西三河地域は国内有数の碾茶産地（西尾茶）であり、2009年には「西尾の抹茶」が地域団体商標に登録された。「西尾の抹茶」は2017年に地理的表示（GI）保護制度にも登録されたが、2020年に西尾茶協同組合が取り下げを求めたため、登録は削除されている。